# Ким Чон Кап
Ким Чон Кап (кор. 김종갑; род. 4 января 1966) — южнокорейский хоккеист на траве, полевой игрок. Участник летних Олимпийских игр 1988 года, чемпион летних Азиатских игр 1986 года.

## Биография
Ким Чон Кап родился 4 января 1966 года.
В 1986 году в составе сборной Южной Кореи по хоккею на траве завоевал золотую медаль летних Азиатских игр в Сеуле.
В 1988 году вошёл в состав сборной Южной Кореи по хоккею на траве на летних Олимпийских играх в Сеуле, занявшей 10-е место. Играл в поле, провёл 7 матчей, забил 1 мяч в ворота сборной Великобритании.